# عنبرماهی‌ها
عنبرماهی‌ها (نام علمی: Seriola) نام یک سرده از تیره گیش‌ماهیان است.